# Ütemes menetrend
Az ütemes menetrend (németül Taktfahrplan) egy olyan vasúti, vagy autóbusz menetrend, amelyben a járművek a nap legnagyobb részében minden órában ugyanakkor indulnak, vagyis azonos a követési idő.
A menetrendben lennie kell egy olyan minimum kettő, de inkább egy órás alapütemnek (Grundtakt), amely a hét minden napján azonos paraméterekkel megszakítás nélkül legalább 12-14 órán át fennáll (kora reggeltől késő estig). A csúcsidei többletkapacitást az alapütem zavarása nélkül, azon felül kell kiszolgálni. Hiányzó alapütem esetében a menetrendi struktúra semmiképpen nem tekinthető ütemesnek. Amennyiben napközben csupán néhány járat indul, amelyek négy óránként követik egymást, akkor sem ütemes a menetrend, mert az alapütem követési ideje maximum két óra lehet. Az alapütemet adó egymáshoz hangolt indulásoknak szigorúan igazodniuk kell egymáshoz, eltérés csak nagyon indokolt esetben lehetséges 1-2 perc erejéig, pozitív irányban, vagyis ennyivel később.
Az alapütemet adó menetrendnek szimmetrikusnak kell lennie, hogy a csomópontoknál (például: vasútvonal-elágazás, megyeszékhelyi állomás) a csatlakozások megfelelően működjenek és az átszállások egységes rendszerben történhessenek. Ez azt jelenti, hogy minden menetvonalnak kell rendelkeznie egy ellentétes irányú szimmetriapárral. Ahol a két irány járatpárjai metszik egymást, ott található a lokális szimmetriatengely, amelynek elhelyezkedése értelemszerűen szintén ütemes. Vagyis ugyanazon az állomáson, ugyanannyi időnként. Praktikus szempontból a szimmetriatengelyt egész órához kell igazítani, mert így az érkezési adatból egyszerűen adódik az indulási időadat (pl. órás ütemben az óra 20-kor érkező járat kiadja, hogy az ellentétes irányú ütem minden óra 40 perckor indul.) A szimmetria velejárója, hogy ha A-ból B-be el lehet jutni két átszállással C-ben és D-ben, akkor a visszaút pontosan ugyanígy történik, csak fordított sorrendben (B-D-C-A).
A hálózati csomópontokban úgynevezett pókokat kell kialakítani, az optimális átszállási kapcsolatok biztosításához (Knotenprinzip). Ehhez megfelelő gyűjtő-leosztó járatok szervezése szükséges. Egyszerű esetben a pók két fázisból áll: gyűjtő fázis (beérkeznek minden irányból a járatok, az átszállások biztosítottak) és terítő fázis (minden vonat közel azonos időpontban indul).
A menetrendnek magától értetődőnek kell lennie. A cél az, hogy a menetrend elfogadható kínálatot nyújtson, minél egyszerűbben megjegyezhető, logikus és kiszámítható legyen.
Hazánkban 2004. augusztus 29-én vezették be először a Budapest-Szob és a Budapest–Vácrátót–Vác-vasútvonalon, ezután a fővárosi agglomerációs vasútvonalak következtek, végül 2007-től kezdve az egész országban elterjedt.

## Svájciütemes menetrend története
- 1982: Ütemes menetrend (ITF, Integraler Taktfahrplan) bevezetése az SBB hálózatán
- 1984: Első SBB RBDe 560 elővárosi villamos motorvonat forgalomba állítása (az utolsót 1990-ben szállították le)
- 1987: Népszavazás a Bahn 2000 projekt beindításáról, BahnCard bevezetése
- 1989: Első emeletes elővárosi motorvonat (SBB Re 450) forgalomba állítása
- 1990: S-Bahn Zürich beindítása (zürichi elővárosi vasúti rendszer)
- 1997: Emeletes IC2000 InterCity szerelvények forgalomba állítása
- 1998: S-Bahn Bern beindítása
- 1999: S-Bahn St.Gallen beindítása
- 2000: Ívben bedőlő ICN szerelvények forgalomba állítása
- 2001: S-Bahn Bázel beindítása
- 2004: Bahn 2000, első ütem (Mattstetten–Rothrist nagysebességű vasútvonal, S-Bahn Zug, Luzern, TILO)

## Az ITF bevezetéséhez országonként
- 1938: Hollandia (ős-ITF)
- 1975: Hollandia, II. változat
- 1982: Svájc
- 1991: Ausztria (NAT)
- 1993: Belgium, Németország (belső területek, néhány év alatt az egész országra kiterjedt)
- 1994-2005: Skandináv országok, Nagy-Britannia (ITF-szigetek), Olaszország (nem egységes, de igen nagy területeket fed le)
- 2005: Cseh ITF, első ütem
- 2006: Román ITF projekt indítása (13 hónapot szántak rá, 2006. szeptembertől)
- Ezeken felül még számos ITF-sziget található Európában Spanyolországtól Szlovákiáig.